# 麻貴
麻贵（1538年—1616年），字崇秩，号西泉，回族，大同府右卫（今山西右玉县）人。明朝武将。祖麻政，未仕。父麻禄，官至宣府副总兵、大同总兵，有三子麻锦、麻富、麻贵。
麻貴的军人生涯主要是在中国西部今天宁夏、山西等地度过的。明世宗时他随父亲赴西域进攻瓦剌，首建战功。升任大同右卫指挥使、赤城守备、东马營守备，以都指挥佥事，充宣府游击。明穆宗隆庆年间，他被迁往大同，担任大同新平堡参将，独石参将，迁宣镇副帅。明神宗登基之初他任大同总兵官。1582年（万历十年）迁往宁夏任总兵。1591年（万历十九年）受到指责被贬，赴边疆戍守。1592年（万历二十年）被重新使用，为副将，抵抗蒙古入侵有功，升至宁夏总兵官。1597年（万历二十五年）任备倭总兵官，参加萬曆援朝戰爭救援朝鮮，抵挡日本入侵。他与杨镐一起参加了蔚山城之战，因作战有功升为右都督。从1610年（万历三十八年）开始镇守辽东，击败蒙古泰宁等三卫的侵袭。后因病退职。因抗蒙有功被称東李(李成梁)西麻。《明史.麻贵傳》稱其「果毅驍捷，善用兵，東西並著功伐......稱一時良將焉。」

## 家族
夫人沈氏，有四子：承诏、承训、承宗、承宣。
侄子承恩，任宣府總兵官，都督同知；承勛，官南京左府都督。
麻貴一族長期鎮守西北邊陲，將才輩出。與鎮守東北邊陲的李成梁一族一起，有「東李西麻」之稱。他的曾孫麻舜裳歸化朝鮮，成為上谷麻氏的始祖。

## 延伸阅读
[在维基数据编辑]
 《明史卷二百三十八》，出自《明史》